# Ophrys regis-minois
Ophrys regis-minois är en orkidéart som beskrevs av Halx. Ophrys regis-minois ingår i ofryssläktet, och familjen orkidéer.
Artens utbredningsområde är Kriti. Inga underarter finns listade i Catalogue of Life.